# Giải BAFTA lần thứ 23
Giải BAFTA lần thứ 23, được trao bởi Viện Hàn lâm Nghệ thuật Điện ảnh và Truyền hình Anh Quốc năm 1970 để tôn vinh những bộ phim xuất sắc nhất năm 1969.

## Chiến thắng và đề cử

Dustin Hoffman, Nam diễn viên xuất sắc nhất

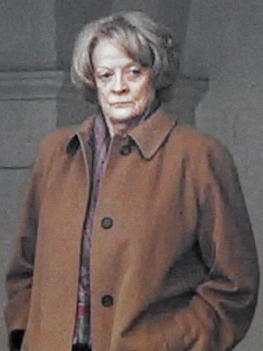
Maggie Smith, Nữ diễn viên xuất sắc nhất

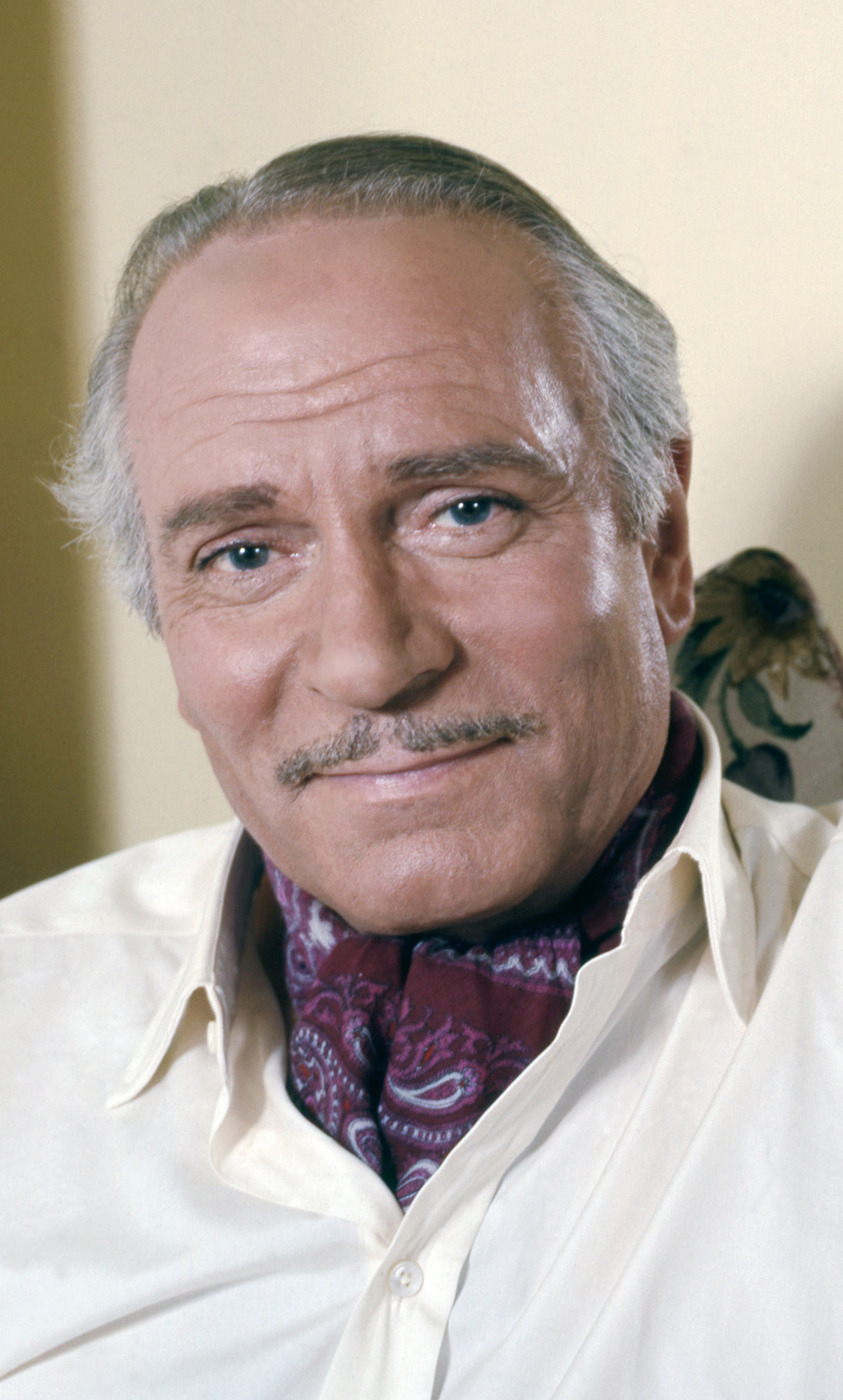
Laurence Olivier, Nam diễn viên phụ xuất sắc nhất

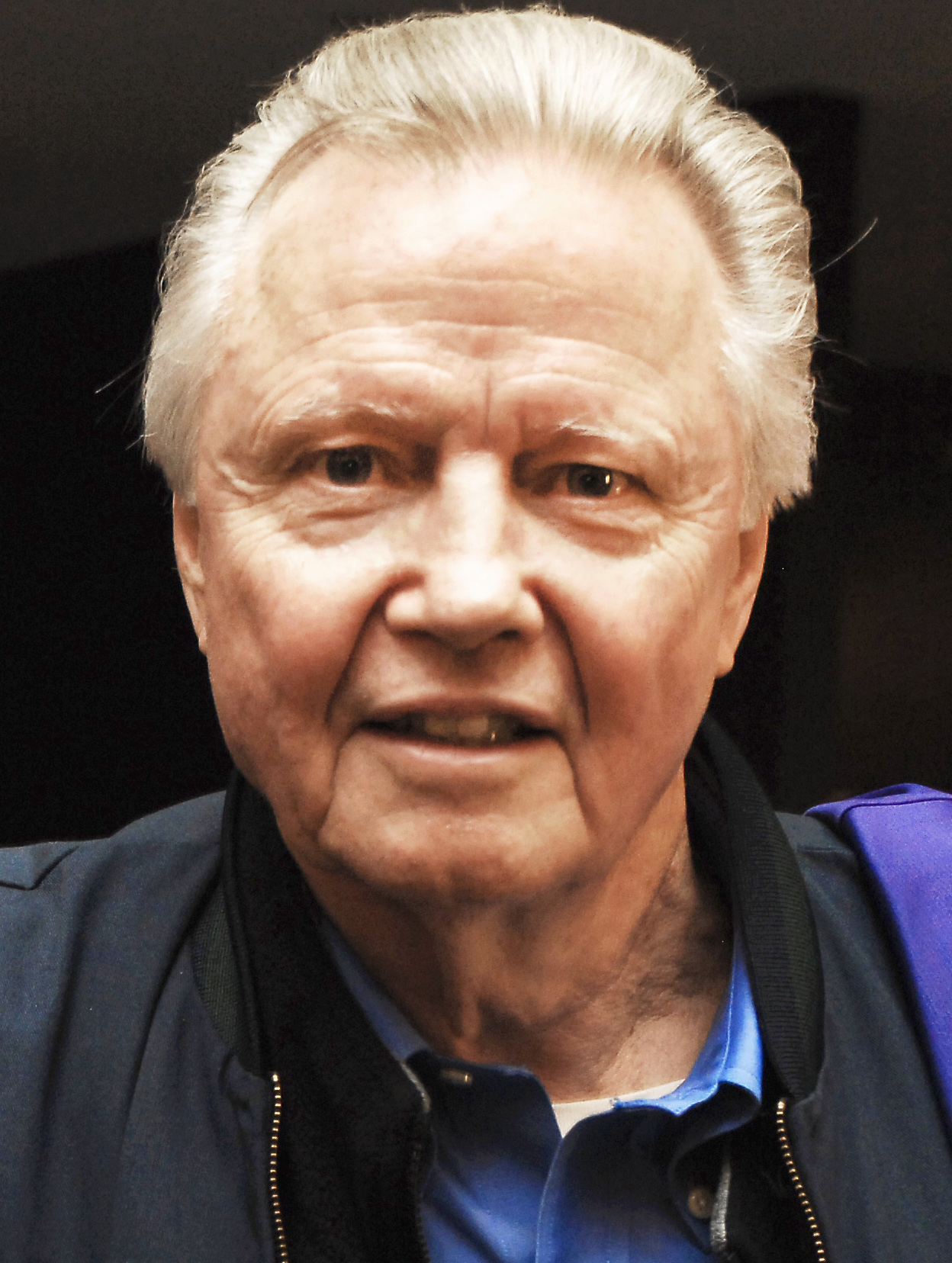
Jon Voight, Diễn viên mới xuất sắc nhất

| Phim hay nhất Midnight Cowboy – John Schlesinger - Oh! What a Lovely War – Richard Attenborough - Women in Love – Ken Russell - Z – Costa-Gavras | Đạo diễn xuất sắc nhất John Schlesinger – Midnight Cowboy - Ken Russell – Women in Love - Peter Yates – Bullitt - Richard Attenborough – Oh! What a Lovely War |
| Nam diễn viên chính xuất sắc nhất Dustin Hoffman – John and Mary vai John Dustin Hoffman – Midnight Cowboy vai Enrico Salvatore Rizzo - Alan Bates – Women in Love vai Rupert Birkin - Nicol Williamson – Inadmissible Evidence vai Bill Maitland - Walter Matthau – Hello, Dolly! vai Horace Vandergelder - Walter Matthau – The Secret Life of an American Wife vai Movie Star | Nữ diễn viên chính xuất sắc nhất Maggie Smith – The Prime of Miss Jean Brodie vai Jean Brodie - Barbra Streisand – Funny Girl vai Fanny Brice - Barbra Streisand – Hello, Dolly! vai Dolly Levi - Glenda Jackson – Women in Love vai Gudrun Brangwan - Mia Farrow – John and Mary vai Mary - Mia Farrow – Rosemary's Baby vai Rosemary Woodhouse - Mia Farrow – Secret Ceremony vai Cenci |
| Nam diễn viên phụ xuất sắc nhất Laurence Olivier – Oh! What a Lovely War vai John French - Jack Klugman – Goodbye, Columbus vai Ben Patimkin - Jack Nicholson – Easy Rider vai George Hanson - Robert Vaughn – Bullitt vai Senator Walter Chalmers | Nữ diễn viên phụ xuất sắc nhất Celia Johnson – The Prime of Miss Jean Brodie vai Miss Mackay - Mary Wimbush – Oh! What a Lovely War vai Mary Smith - Pamela Franklin – The Prime of Miss Jean Brodie vai Sandy - Peggy Ashcroft – Three into Two Won't Go vai Belle |
| Kịch bản hay nhất Midnight Cowboy – Waldo Salt - Goodbye, Columbus – Arnold Schulman - Women in Love – Larry Kramer - Z – Costa-Gavras và Jorge Semprún | Quay phim xuất sắc nhất Oh! What a Lovely War – Gerry Turpin - Bullitt – William A. Fraker - Funny Girl – Harry Stradling - Hello, Dolly! – Harry Stradling - The Magus – Billy Williams - Women in Love – Billy Williams |
| Thiết kế phục trang xuất sắc nhất Oh! What a Lovely War – Anthony Mendleson - Funny Girl – Irene Sharaff - Isadora – Ruth Myers - Women in Love – Shirley Ann Russell | Dựng phim xuất sắc nhất Midnight Cowboy – Hugh A. Robertson - Bullitt – Frank P. Keller - Oh! What a Lovely War – Kevin Connor - Z – Françoise Bonnot |
| Nhạc phim hay nhất Z – Mikis Theodorakis - Secret Ceremony – Richard Rodney Bennett - The Thomas Crown Affair – Michel Legrand - Women in Love – Georges Delerue | Thiết kế sản xuất xuất sắc nhất Oh! What a Lovely War – Donald M. Ashton - Hello, Dolly! – John DeCuir - Chiến tranh và hòa bình – Mikhail Bogdanov và Gennady Myasnikov - Women in Love – Luciana Arrighi |
| Âm thanh xuất sắc nhất Oh! What a Lovely War – Don Challis và Simon Kaye - Battle of Britain – Ted Mason và Jim Shields - Bullitt – Edwin Scheid - Isadora – Terry Rawlings - Women in Love – Terry Rawlings | Phim tài liệu hay nhất Prologue – National Film Board of Canada |
| Phim ngắn hay nhất Picture to Post – Sarah Erulkar - Barbican – Robin Contelon - Birthday – Franc Roddam - A Test of Violence – Stuart Cooper | Phim chuyên môn hay nhất Let There Be Light – Peter De Normanville - The Behaviour Game – Ronald Spencer - Isotopes In Action – Ken McCready - Mullardability – Rene Basilico |
| Diễn viên mới xuất sắc nhất Jon Voight – Midnight Cowboy vai Joe Buck - Ali MacGraw – Goodbye, Columbus vai Brenda Patimkin - Jennie Linden – Women in Love vai Ursula Brangwen - Kim Darby – True Grit vai Mattie Ross | Giải Liên Hợp Quốc Oh! What a Lovely War – Richard Attenborough - Ådalen 31 – Bo Widerberg - Midnight Cowboy – John Schlesinger - Z – Costa-Gavras |

## Thống kê
| Số lượng | Phim                          |
| -------- | ----------------------------- |
| 11       | Women in Love                 |
| 10       | Oh! What a Lovely War         |
| 7        | Midnight Cowboy               |
| 5        | Bullitt                       |
| 5        | Z                             |
| 4        | Hello, Dolly!                 |
| 3        | Funny Girl                    |
| 3        | Goodbye, Columbus             |
| 3        | The Prime of Miss Jean Brodie |
| 2        | Isadora                       |
| 2        | John and Mary                 |
| 2        | Secret Ceremony               |

| Số lượng | Phim                          |
| -------- | ----------------------------- |
| 6        | Midnight Cowboy               |
| 6        | Oh! What a Lovely War         |
| 2        | The Prime of Miss Jean Brodie |